# Alejandro Francisco de Braganza
Alejandro Francisco de Braganza (24 de septiembre de 1723-2 de agosto de 1728) fue un infante portugués que murió en la infancia.

## Vida
Era el sexto y último hijo del rey Juan V de Portugal y la archiduquesa María Ana de Austria, fue bautizado el 24 de septiembre de 1723, por el cardenal-patriarca Tomás de Almeida en la Catedral de Lisboa, teniendo como padrinos a Felipe V de España y su tía abuela la reina viuda Mariana de Neoburgo, siendo representados por Domingo Capecelatro y Caracciolo, marqués de Capecelatro y Nuno Álvares Pereira de Melo  I duque de Cadaval.
En su corta vida reveló una inteligencia avanzada para su edad, como describe Antonio Caetano de Souza: «comenzó a brillar con tal gravedad, que parecía ser el efecto de una cautelosa prudencia, con rapidez en las respuestas, que admiraba a todos, los que quisieran escuchar, porque demostraron que nacieron de la meditación más profunda, porque en todo se veía un ingenio sublime». No obstante su futuro quedó truncado.
Murió en el mismo Palacio de Ribeira donde nació, el 2 de agosto de 1728, pocas semanas antes de cumplir los cinco años, víctima de la viruela. El día 28 del mismo mes, el II marqués de Valença, Francisco de Paula de Portugal e Castro, recitó una oración por su muerte, en una asamblea en la Academia Real de Historia Portuguesa. Descansa en el panteón de la dinastía Braganza, en una tumba no identificada. Se desconoce el motivo de este lapso.